# باشگاه فوتبال المپیک باجی
باشگاه فوتبال المپیک باجی (عربی: الأولمبي الباجي) یک باشگاه فوتبال در شهر باجه، تونس است.
این باشگاه که در سال 	۱۹۲۹ تأسیس شده سابقه یک قهرمانی در سوپر جام فوتبال تونس ۱۹۹۵ را در کارنامه دارد.